# Agmé
Agmé település Franciaországban, Lot-et-Garonne megyében. Lakosainak száma 106 fő (2022. január 1.). Agmé Saint-Barthélemy-d’Agenais, Gontaud-de-Nogaret, Hautesvignes, Labretonie és Puymiclan községekkel határos.

## Népesség
A település népességének változása:
| Lakosok száma | 134  | 113  | 110  | 101  | 121  | 104  | 104  | 105  | 108  | 106  |
|               | 1968 | 1982 | 1990 | 2006 | 2013 | 2015 | 2017 | 2019 | 2020 | 2022 |